# モナガス州
モナガス州（モナガスしゅう、スペイン語: Estado Monagas、IPA: [esˈtaðo moˈnaɣas]）は、ベネズエラの州。州都はマトゥリンである。
2019年6月時点で2万8900平方キロに102万200人（推計）が暮らす。

## 隣接州
北にスクレ州、西と南にアンソアテギ州、南にボリバル州、南と東にデルタ・アマクロ州、北東にパリア湾と接する。

## 下位行政区
1. アコスタ (Acosta)
2. アグアサイ (Aguasay)
3. ボリーバル (Bolívar)
4. カリーペ (Caripe)
5. セデーニョ (Cedeño)
6. エセキエル・サモーラ (Ezequiel Zamora)
7. リベルタドール (Libertador)
8. マトゥリン (Maturín)
9. ピアール (Piar)
10. プンセーレス (Punceres)
11. サンタ・バルバラ (Santa Bárbara)
12. ソティージョ (Sotillo)
13. ウラコア (Uracoa)

## 経済

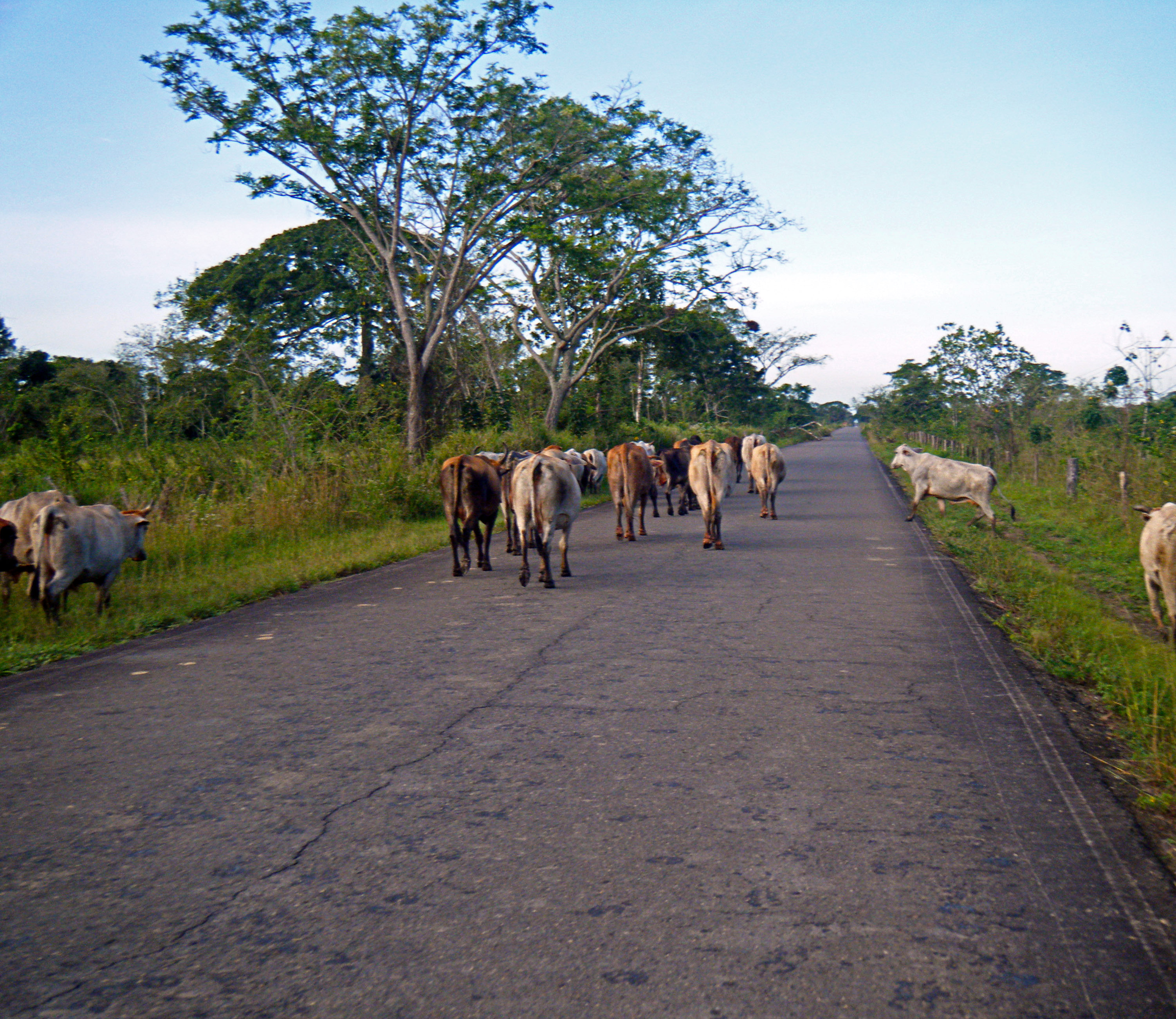
モナガ州の家畜。

モナガの経済は農業と家畜に基づいています。